# Leptopyrgota marci
Leptopyrgota marci är en tvåvingeart som beskrevs av Georges Bernardi 1992. Leptopyrgota marci ingår i släktet Leptopyrgota och familjen Pyrgotidae. Inga underarter finns listade i Catalogue of Life.